# Axel Wilhelmowitsch Gadolin

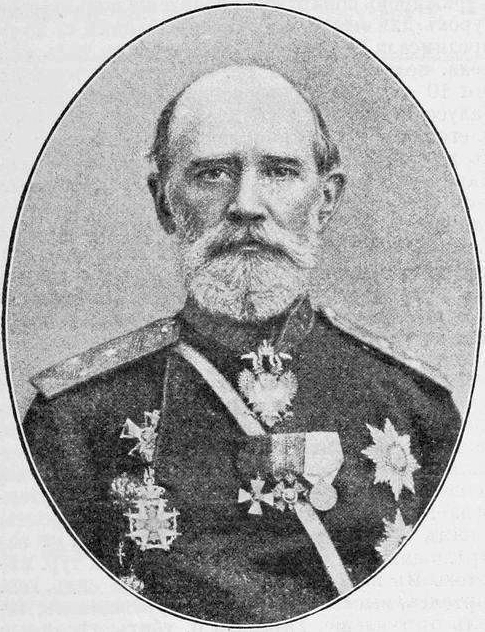
Axel Wilhelmowitsch Gadolin

Axel Wilhelmowitsch Gadolin (russisch Аксель Вильгельмович Гадолин; * 24. Juni 1828 in Somero, Großfürstentum Finnland; † 15. Dezemberjul. / 27. Dezember 1892greg. in Sankt Petersburg) war ein russischer Chemiker und Mineraloge.
Der Neffe des Chemikers Johan Gadolin besuchte das finnische Kadettenkorps. Nach dessen Abschluss im Jahr 1847 wurde er Kapitän der russischen Garde-Artillerie, 1849 Repetent der Physik an der Artillerieschule und 1856 Direktor der technischen Artillerieschule in St. Petersburg. 1866/67 wurde er Professor für Technologie an der Michael-Artillerie-Akademie in Sankt Petersburg und später auch Inspektor der Arsenale.
1868 erhielt er den Lomonossow-Preis. 1871 wurde er zum Ritter geschlagen und 1876 zum Generalleutnant befördert. 1878 emeritierte er. Er war Mitglied der Kaiserlichen Akademie der Wissenschaften, der Kaiserlichen St. Petersburger Mineralogische Gesellschaft und der Sankt Petersburger Mathematischen Gesellschaft. Er arbeitete auf dem Gebiet der Geognosie (heute wird der Begriff Geologie verwendet), physikalischen Chemie, Materialwissenschaft und Werkstofftechnik und Meteorologie. Er leitete die 32 Kristallklassen als Untergruppen der Kristallsysteme aus theoretischen Betrachtungen ab.

## Veröffentlichungen
- Mémoire sur la déduction d'un seul principe de tous les systémes cristallographiques avec leurs subdivisions; In Acta Societatis Scientiarum Fennicae, 9, 1-71 (Abhandlung über die Herleitung aller krystallographischer Systeme, mit ihren Unterabtheilungen aus einem einzigen Prinzipe)
- Beobachtungen über einige Mineralien aus Pitkäranta, Verhandlungen der Russisch-Kaiserlichen Mineralogischen Gesellschaft zu St.-Petersburg in der Google-Buchsuche 1856, Seiten 173–196
- Geognostische Beschreibung der Insel Pusu (Pusun-saari) im Ladoga-See. Verhandlungen der Russisch-Kaiserlichen Mineralogischen Gesellschaft zu St.-Petersburg. (Jahr. 1857-1858) St.-Petersburg 1858, Seiten 68–84.
- Geognostische Skizze der Umgebungen von Kronoborg und Tervus am Ladoga-See. Verhandlungen der Russisch-Kaiserlichen Mineralogischen Gesellschaft zu St.-Petersburg. (Jahr. 1857-1858) St.-Petersburg 1858, Seiten 85–96
- Eine einfache Methode zur Bestimmung des specifischen Gewichtes der Mineralien. In: Annalen der Physik und Chemie. 182, 1859, S. 213, doi:10.1002/andp.18591820204.
- Abhandlung über die Herleitung aller krystallographischer Systeme mit ihren Unterabtheilungen aus einem einzigen Prinzipe (1867). Deutsch herausgegeben von Paul Heinrich von Groth. Ostwalds Klassiker Nr. 75, Leipzig 1896, (archive.org).